# Resul Tekeli
Resul Tekeli (ur. 16 września 1986 w Stambule) – turecki siatkarz, grający na pozycji środkowego.

## Sukcesy klubowe
Puchar Turcji:
- 2008, 2010, 2013, 2014, 2015

Mistrzostwo Turcji:
- 2008, 2014[1], 2016, 2017
- 2010, 2013, 2015
- 2009, 2011, 2012

Superpuchar Turcji:
- 2010, 2013[2], 2014[3], 2015, 2017

Puchar CEV:
- 2013

Liga Mistrzów:
- 2014

## Sukcesy reprezentacyjne
Liga Europejska:
- 2012

## Nagrody indywidualne
- 2013: Najlepszy blokujący Pucharu CEV